# Macrosiphum rebecae
Macrosiphum rebecae är en insektsart som beskrevs av Jensen och Holman 2000. Macrosiphum rebecae ingår i släktet Macrosiphum och familjen långrörsbladlöss. Inga underarter finns listade i Catalogue of Life.